# Papiercomputer (Vester)
Der Papiercomputer (auch als Vester’sche Einflussmatrix, Vernetzungsmatrix oder Vernetzungsgitter bekannt) ist eine 1970 von Frederic Vester entwickelte Matrix als Werkzeug zur Systemerfassung im Rahmen von vernetztem Denken. Vester nennt dieses Werkzeug später auch Einflussmatrix und entwickelt darauf aufbauend sein so genanntes Sensitivitätmodell.

## Funktionsweise
In den Papiercomputer wird ein Variablensatz von bis zu 100 Variablen des zu betrachtenden Systems eingefügt und Schätzungen der Einflussstärken zwischen allen Variablen eingetragen. Ziel dabei ist, die Relations-Informationen aus dem Papiercomputer in Auslistungen und kybernetischen grafischen Wirkungsgefügen abzubilden und anschließend für die Ableitung z. B. von gezielten Maßnahmen, Veränderungsstrategien und Szenarien zu nutzen. Damit können die Folgen von Eingriffen in Systeme, wie z. B. verdeckte Rückkopplungen, verhängnisvolle Zeitverzögerungen und langfristige Spätfolgen besser abgeschätzt und geplant werden, was vor allem in komplexen Zusammenhängen vor Herausforderungen stellt. Ein Anwendungsbeispiel wäre eine Untersuchung innerhalb des Systems eines Unternehmens-Bereichs, wie stark und auf welche Weise dort die Faktoren Mitarbeiterzufriedenheit, Selbstorganisation, Digitalisierung, Servicequalität und Produktivität einander beeinflussen und voneinander beeinflusst werden.
Der Papiercomputer nach Vester weist einige Ähnlichkeiten mit einer Cross-Impact-Matrix aus der Wechselwirkungsanalyse auf: bei beiden sind die eingetragenen Elemente in Vorspalte und Tabellenkopf gleich und werden miteinander in Relation gesetzt und bei beiden ist sowohl Auswahl als auch Beurteilung der relevanten Faktoren abhängig von der subjektiven Einschätzung der Beteiligten. Während jedoch in der Wechselwirkungsanalyse die geschätzten Eintrittswahrscheinlichkeiten für Ereignisse verknüpft und daraus die bedingte Eintrittswahrscheinlichkeit errechnet werden, beziehen sich im Vester’schen Papiercomputer Einflussgrößen mit der geschätzten Stärke ihrer Wirkungen und Beeinflussbarkeiten aufeinander, um danach in weiteren Diagrammen und Auswertungen ihre Vernetzungen, Art der Wirkungen und Rückkopplungen miteinander zu analysieren und abzubilden.

## Aufbau
Angelegt wird der Vester’sche Papiercomputer als zweidimensionale Matrix. Dabei werden die einzelnen Positionen sowohl waagerecht als auch senkrecht eingetragen (ähnlich den Entfernungstabellen in Atlanten). Bewertet werden die einzelnen Positionen nach Beeinflussung und Beeinflussbarkeit. Als Werte werden dann Zahlen zwischen null und drei eingetragen. Null steht dabei für Positionen, die sich nicht gegenseitig beeinflussen, drei für solche mit großem Einfluss.
Entscheidend für die nachfolgende Auswertung ist es, dass hier die richtigen Faktoren gefunden und benannt werden und auch die richtige Bewertung erhalten.

## Auswertung
Die Auswertung selbst ist wiederum recht einfach, da nur addiert (bei Aktiv- und Passivsumme) und multipliziert wird.
Von links nach rechts wird in jeder Zeile die Aktivsumme (AS) gebildet, sie soll angeben, wie stark ein Faktor auf andere Faktoren wirkt.
Von oben nach unten wird in jeder Spalte die Passivsumme (PS) gebildet, die aussagen soll, wie stark ein Faktor von anderen Faktoren beeinflusst wird.
Peter Gomez und Gilbert Probst haben die Methodik 1987 nach Vester ebenfalls angewandt. In Frederic Vesters professionellem Planungs- und Managementwerkzeug „Sensitivitätsmodell Prof.Vester®“ ist die Einflussmatrix einer von neun Schritten bei der umfassenden Systemanalyse nach Vester. Dabei wird in dem Schritt der Einflussmatrix zusätzlich das Produkt P bzw. der Quotient Q aus Aktivsumme und Passivsumme gebildet und in der Rollenverteilung abgebildet. Aktive Elemente zeichnen sich durch einen großen Q-Wert aus, passive Elemente haben einen kleinen Q-Wert. Kritische Elemente haben einen großen P-Wert und träge Elemente einen kleinen P-Wert.

## Einsatz und Anwendung
Der Papiercomputer kann von einer einzelnen Person oder auch in Gruppen angewendet werden. In Gruppen wird der Zeitaufwand deutlich größer. Angesetzt werden Zeiten ab einer Stunde für eine Person mit einer einfachen Aufgabenstellung bis zu mehrtägigen Durchläufen bei komplexen Themen in Gruppen.
In Seminaren, Symposien und Workshops, bei Fortbildungen und Coachings wird die Methode zunehmend eingesetzt, da sie einfach auf Flipcharts durchgeführt werden kann.
Zwar erfolgen die Anwendungen aufgrund als plausibel eingeschätzter Werte im Wertebereich von 0, 1, 2 und 3. Aber wie bei allen Rating-Skalen mit mindestens vier unterscheidbaren Werten gilt die These, dass die Anwender implizit von einer Intervallskalierung ausgehen. Bejaht man diese These, dann kann man die in einen ausgefüllten Papiercomputer angegebenen Werte als intervallskaliert interpretieren und in einem weiteren Schritt auch quantitative Verfahren einsetzen.
Nach dem Prinzip des Papiercomputers funktioniert auch das 1980 von Frederic Vester entworfene Spiel Ökolopoly und dessen Nachfolger, das multimediale Simulationsspiel „ecopolicy®“.